# Colbac
El colbac es un gorro o morrión de pelo de animal con forma cilíndrica a menudo más ancho en su parte superior. Habitualmente salía de la misma una manga de tela que caía en un lado e iba rematada con una borla. También se adornaba con un penacho o una pluma.
El colbac tuvo su gran momento durante las Guerras Napoleónicas y era propio de la caballería; en especial los regimientos de húsares y de algunas unidades de artillería montada. El origen del colbac está en la caballería húngara del siglo XVI y XVII, de la que toda Europa adoptó el uniforme para sus tropas ligeras, compuesto de dolmán, pelliza y el colbac.
Puede aparecer escrito como colback, colbak o colpack. En la tradición militar británica, este gorro de pelo recibe el nombre de busby y también se asocia con los artilleros. 
No se debe confundir el colbac con el bearskin propio de los granaderos y que aún lucen algunos regimientos daneses, holandeses y sobre todo británicos (entre ellos los populares Foot guards encargados de la Guardia Real). También debe distinguirse el colbac del bonnet à poil de los granaderos de la Guardia Imperial napoleónica.
- Datos: Q367958
- Multimedia: Kalpak / Q367958